# Tẩy trắng răng

Hình 1. Sự khác biệt màu sắc trước và sau khi làm trắng răng.

Làm trắng răng hay tẩy trắng răng là quá trình làm thay đổi màu sắc răng của con người, cụ thể là làm sáng màu. Nhu cầu làm trắng răng xuất hiện khi răng bị ố vàng theo thời gian vì một số lý do và có thể đạt được bằng cách thay đổi màu bên trong hoặc bên ngoài của men răng. Sự phân hủy hóa học của các sắc tố bên trong hoặc trên răng được gọi là chất tẩy trắng.
Sự phân rã hóa học của các sắc tố bên trong hoặc trên răng được gọi là chất tẩy trắng. Hydrogen peroxide (H
2O
2) là thành phần hoạt tính thường được sử dụng nhất trong các sản phẩm làm trắng và được phân phối dưới dạng hydrogen peroxide hoặc carbamide peroxide. Carbamide peroxide còn được gọi là urê-hydro peroxide, là một hợp chất rắn tinh thể màu trắng hòa tan trong nước bao gồm hydro peroxide và urê. Vì nó là một nguồn hydro peroxide, nó có thể được tìm thấy trong các sản phẩm khử trùng và tẩy trắng răng.
Hydrogen peroxide tương tự như carbamide peroxide vì nó được giải phóng khi phức chất có tính bền tiếp xúc với nước. Khi nó khuếch tán vào răng, hydrogen peroxide hoạt động như một chất oxy hóa bị phá vỡ tạo ra các gốc tự do không ổn định. Trong khoảng trống giữa các muối vô cơ trong men răng, các gốc tự do không ổn định này gắn vào các phân tử sắc tố hữu cơ dẫn đến các thành phần nhỏ, ít sắc tố hơn. Phản xạ ít ánh sáng hơn, các phân tử nhỏ hơn này tạo ra "hiệu ứng làm trắng". Có nhiều sản phẩm khác nhau có sẵn trên thị trường để loại bỏ các vết ố màu trên răng. Để điều trị tẩy trắng răng thành công, các chuyên gia nha khoa nên chẩn đoán chính xác loại, mức độ và vị trí của sự đổi màu răng. Thời gian tiếp xúc và nồng độ của hợp chất tẩy trắng, xác định thời điểm hoàn tất quá trình làm trắng răng.

## Sắc độ tự nhiên
Màu sắc răng được xác định do nhiều yếu tố. Sự phản xạ và hấp thụ ánh sáng của răng có thể bị ảnh hưởng bởi một số yếu tố bao gồm sự truyền ánh sáng qua bề mặt răng; sự phản xạ ở bề mặt; phản xạ ánh sáng khuếch tán ở bề mặt; hấp thụ và tán xạ ánh sáng trong các mô răng; hàm lượng khoáng chất men; độ dày lớp men; màu sắc, người quan sát, sự mệt mỏi của mắt, loại ánh sáng tới và sự hiện diện của các vết ố bên ngoài và bên trong. Ngoài ra, độ sáng cảm nhận của răng có thể thay đổi tùy thuộc vào độ sáng và màu sắc của bối cảnh.
Sự kết hợp giữa màu bên trong và sự hiện diện của các vết ố bên ngoài trên bề mặt răng ảnh hưởng đến màu sắc từ đó nhận diện tổng thể về răng. Sự tán xạ của ánh sáng và sự hấp thụ trong men răng và nhựa thông quyết định màu sắc bên trong của răng và bởi vì men răng tương đối mờ, đặc tính sắc tố có thể đóng một vai trò quan trọng trong việc xác định màu sắc tổng thể của răng.
Mặt khác, vết ố và màu sắc bên ngoài là kết quả của các vùng màu đã hình thành trong lớp biểu bì có được trên bề mặt men răng và có thể bị ảnh hưởng bởi hành vi hoặc thói quen lối sống. Ví dụ, chế độ ăn uống nhiều thực phẩm giàu tannin, kỹ thuật chải răng kém, các sản phẩm thuốc lá và tiếp xúc với muối sắt và chlorhexidine có thể làm răng bị ngả màu.
Nếu tuổi tác ngày càng cao, răng có xu hướng sẫm màu hơn. Điều này có thể là do sự hình thành ngà răng thứ cấp và mỏng men do mòn răng, góp phần làm giảm đáng kể độ sáng và tăng độ ngả vàng. Các sắc độ về màu răng không bị ảnh hưởng bởi giới tính hoặc chủng tộc.